# Georg Thies (Schauspieler, 1928)
Georg Thies, auch Hans-Georg Thies (* 30. Mai 1928 in Insterburg, Ostpreußen; † 12. Dezember 2001 in Berlin) war ein deutscher Schauspieler.

## Leben
Georg Thies, der am Theater begann, war ein bekannter Schauspieler in Filmen der DEFA und beim Fernsehen der DDR sowie ein Hörfunksprecher und -moderator. Im Rundfunk der DDR zeichnete er z. B. verantwortlich für Sendungen wie Spass am Spass und Spassvögel, er wirkte in über 150 Hörspielproduktionen mit. Nach 1990 arbeitete er noch bis 1994 als Moderator bei dem Berliner Rundfunksender Radio Eins.
Auch im DDR-Fernsehen arbeitete Georg Thies in mehreren Sendungen mit. So war er mehrere Jahre in der Satireshow Tele-BZ zu sehen, die sich vor allem mit westdeutschen Themen beschäftigte und auch an das Westberliner Publikum wandte. Auch durch die mehrjährige Moderation des Verkehrsmagazins wurde er bekannt.

## Filmografie
- 1954: Das geheimnisvolle Wrack
- 1957: Der Fackelträger
- 1960: Blaulicht: Waggon 27-14-44 G (Fernsehreihe)
- 1961: Schneewittchen
- 1962: Schaut auf diese Stadt (Sprecher)
- 1962: Josef und alle seine Brüder (Fernsehfilm) (Sprecher)
- 1965: Blaulicht: Auftrag Mord

## Theater
- 1947: Erich Kästner: Pünktchen und Anton – Regie: Hugo Schrader (Bühne der Jugend in der Neuen Scala) Berlin[1]
- 1961: Autorenkollektiv: Ohne Weinzwang – Regie: Kurt Rackelmann (Berliner Lachbrett im Haus der Jungen Talente Berlin)[2]

## Hörspiele und Features
- 1948: Sidonie-Gabrielle Claudine Colette: Animalisches Duett – Regie: Hanns Korngiebel (Kurzhörspiel – RIAS Berlin)
- 1949: Werner Stewe: Legionäre – Regie: Carlheinz Riepenhausen (Dokumentarhörspiel – Berliner Rundfunk)
- 1950: Karl Georg Egel: Das Hauptbuch der Solvays – Regie: Gottfried Herrmann (Dokumentarhörspiel – Berliner Rundfunk)
- 1951: Ludvig Holberg: Der Hexenmeister (Laufbursche) – Regie: Werner Stewe (Hörspiel – Deutschlandsender)
- 1952: Herbert Ziergiebel: Auf Wiederseh'n Gustav (Junge) – Regie: Herwart Grosse (Hörspiel – Berliner Rundfunk)
- 1958: Rolf Gumlich: Der Geheimtransport – Regie: Helmut Molegg (Kinderhörspiel/Kurzhörspiel – Rundfunk der DDR)
- 1959: A. G. Petermann: Wasser bis zum Halse – Regie: Horst Preusker (Hörspiel – Rundfunk der DDR)
- 1960: Brigitte Reimann/Siegfried Pitschmann: Sieben Scheffel Salz (Hase) – Regie: Theodor Popp (Hörspiel – Rundfunk der DDR)
- 1961: Joachim Witte: Stunde der Angst (Steiner) – Regie: Joachim Witte (Hörspiel – Rundfunk der DDR)
- 1962: Manfred Bieler: Karriere eines Klaviers (Student) – Regie: Werner Grunow (Hörspiel – Rundfunk der DDR)
- 1963: Bernhard Seeger: Fünfzig Nelken (Stefan Prange) – Regie: Theodor Popp (Hörspiel – Rundfunk der DDR)
- 1964: Georg W. Pijet: Mietskaserne – Regie: Fritz-Ernst Fechner (Hörspiel – Rundfunk der DDR)
- 1965: Jan Gerstel: Die wundersamen Abenteuer der beiden Knaben Sebastian und Peter Paul (Peter-Paul) – Regie: Ingeborg Milster (Kinderhörspiel, 2 Teile – Rundfunk der DDR)
- 1966: Nikolai Nossow: Nimmerklug im Knirpsenland (Joppe) – Regie: Ingeborg Milster (Kinderhörspiel, 3 Teile – Rundfunk der DDR)
- 1966: Brüder Grimm: Hans im Glück (Bursche mit der Gans) – Regie: Theodor Popp (Kinderhörspiel – Litera)
- 1967:  Wsewolod Wischnewski: Ein Regiment aus Kronstadt und sein Ende (Waska) – Regie: Wolfgang Schonendorf/Helmut Hellstorff (Hörspiel – Rundfunk der DDR)
- 1968: Helfried Schreiter: Verstehen Sie MOPS? – Regie: Helmut Molegg (Feature – Rundfunk der DDR)
- 1969: Joachim Nowotny: Jakob läßt mich sitzen (Jakob) – Regie: Detlef Kurzweg (Kinderhörspiel/Kurzhörspiel – Rundfunk der DDR)
- 1970: Hans Weber: Reise zu Oxana (Kolja) – Regie: Uwe Haacke (Kinderhörspiel – Rundfunk der DDR)
- 1971: Jochen Hauser: Posaunentöne (Manne Bär) – Regie: Fritz-Ernst Fechner (Hörspiel – Rundfunk der DDR)
- 1972: Ulrich Waldner: Das Dreirad (Titus) – Regie: Joachim Gürtner (Hörspielreihe: Neumann, zweimal klingeln – Rundfunk der DDR)
- 1973: Nedjalko Jordanow: Das Moped (Sascho) – Regie: Helmut Hellstorff (Hörspiel – Rundfunk der DDR)
- 1974: Wolf D. Brennecke: Abriß eines Hauses – Regie: Fritz-Ernst Fechner (Hörspiel – Rundfunk der DDR)
- 1975: Alexander Wolkow: Der Krieg der Holzsoldaten (Erzähler) – Regie: Maritta Hübner (Kinderhörspiel – Rundfunk der DDR)
- 1976: Gerhard Jäckel: Es geschah in Macelsfield (Lieutenant Murphy) – Regie: Detlef Kurzweg (Kriminalhörspiel/Kurzhörspiel – Rundfunk der DDR)
- 1977: Barbara Neuhaus: Schwarze Orangen – Regie: Werner Grunow (Kriminalhörspiel/Kurzhörspiel – Rundfunk der DDR)
- 1978: Horst Matthies: Traumposten (Unteroffizier Bauerschäfer) – Regie: Wolfgang Schonendorf (Hörspiel – Rundfunk der DDR)
- 1979: Peter Gauglitz: Mardermantel (Ober Charlie) – Regie: Ingo Langberg (Kriminalhörspiel/Kurzhörspiel – Rundfunk der DDR)
- 1980: Jacob Grimm/Wilhelm Grimm: Das singende, springende Löweneckerchen – Regie: Uwe Haacke (Kinderhörspiel – Rundfunk der DDR)
- 1981: Margarete Wein: Viktoria und der Drachen – Regie: Manfred Täubert (Kinderhörspiel – Rundfunk der DDR)
- 1982: Gunter Preuß: Margit mit der Stupsnase – Regie: Uwe Haacke (Kinderhörspiel/Kurzhörspiel – Rundfunk der DDR)
- 1983: Ulf Annel: Die Geschichte vom verschwundenen Z – Regie: Detlef Kurzweg (Kinderhörspiel/Kurzhörspiel – Rundfunk der DDR)
- 1985: Jutta Appler: Die Eisenbahn, die fliegen kann (Verkäufer) – Regie: Detlef Kurzweg (Kurzhörspiel der Reihe: Waldstraße Nummer 7 – Rundfunk der DDR)
- 1986: Inge Borde-Klein/Eduard Klein: Woher - Wohin Clown Fridolin? (Kater Löwenherz) – Regie: Uwe Haacke (Kinderhörspiel/Kurzhörspiel – Rundfunk der DDR)
- 1987: Peter Löpelt: Tante Käthe an Bord (Kapitän) – Regie: Detlef Kurzweg (Kurzhörspiel der Reihe: Waldstraße Nummer 7 – Rundfunk der DDR)
- 1988: Annelies Schulz: Die Springmaus (Wärter) – Regie: Rüdiger Zeige (Kinderhörspiel/Kurzhörspiel – Rundfunk der DDR)
- 1991: Gerhard Rentzsch: Traudel und Luise (Bordsprecher) – Regie: Fritz Göhler (Hörspiel – Funkhaus Berlin)

## Tonträger
- 1967: Mensch, haste Töne. Lieder und Songs der Tele-BZ (Amiga 8 55 227)
- 1974: Spass am Spass (Litera 865204)